# Xylophanes stuarti
Xylophanes stuarti är en fjärilsart som beskrevs av Rothschild 1894. Xylophanes stuarti ingår i släktet Xylophanes och familjen svärmare. Inga underarter finns listade i Catalogue of Life.